# Acontius africanus
Acontius africanus är en spindelart som först beskrevs av Simon 1889.  Acontius africanus ingår i släktet Acontius och familjen Cyrtaucheniidae. Inga underarter finns listade i Catalogue of Life.